# Oritoniscus violaceus
Oritoniscus violaceus là một loài chân đều trong họ Trichoniscidae. Loài này được Dalens, Rousset & Fournier miêu tả khoa học năm 1996.